# 서문중
서문중(徐文重, 1634년 ~ 1709년)은 조선의 문신이다. 본관은 대구. 자는 도윤(道潤), 호는 몽어정(夢漁亭)이다. 숙종 때 영의정을 지냈다.

## 생애
1680년(숙종 6) 정시 문과에 장원으로 급제하여 광주부윤이 되었다. 경상도관찰사, 승지를 지내고 동부승지와 경상도관찰사를 지내다가 호조참판이 되고 숙종의 총애로 어영대장, 호조참판, 도승지를 지내고, 다시 예조참판, 도승지, 대사간과 공조참판, 어영대장을 지낸 뒤, 우참찬이 되지만, 기사환국으로 인해 파직된다. 그러나 갑술환국 이후 서용되어 강릉부사에 이어 지의금부사, 한성부판윤, 병조판서, 형조판서를 지내고 훈련대장에 이어 대사헌, 한성부판윤을 거쳐 좌참찬을 지냈다. 1698년 우의정에 이어 판돈녕부사로 치사했다가 사은사로 중국에 다녀오고 1699년 좌의정을 거쳐 영의정이 되고 판중추부사로 치사했다.

## 가족 관계
- 고조부 : 서해(徐嶰)
  - 증조부 : 서성(徐渻)
    - 친조부 : 달성위 서경주(達城尉 徐景霌, 1579 ~ 1643)
    - 친조모 : 정신옹주 (貞愼翁主, 1583 ~ 1653)
      - 친아버지 : 서정리(徐貞履, 1599 ~ 1664)
      - 친어머니 : 경주 이씨 (慶州 李氏) - 판서(判書) 이시발(李時發)의 딸

    - 양조부 : 서경우(徐景雨) - 종조부이자 양조부
      - 양아버지 : 서원리(徐元履)
      - 양어머니 : 최산립의 딸
      - 양어머니 : 김육의 딸
        - 부인 : 용인 이씨 - 참판(參判) 이후산(李後山)의 딸
          - 장남 : 서종보(徐宗普, 1653 ~ ?)
          - 자부 : 한산 이씨 - 참판(參判) 이정기(李廷夔)의 딸
          - 장녀 : 서경순(徐慶純, 1655 ~ ?) - 풍양 조씨 조대수(趙大壽)에게 출가
          - 차남 : 서종로(徐宗魯, 1658 ~ ?)
          - 자부 : 파평 윤씨 - 윤평(尹坪)의 딸

## 관련 문화재
- 서문중 초상 및 함 (대한민국 보물 제1898호)